# Stadio Franco Ossola
Das Stadio Franco Ossola ist ein Fußballstadion mit Leichtathletikanlage und Radrennbahn in der norditalienischen Stadt Varese, nahe der Grenze zur Schweiz in der Region Lombardei. Die AS Varese 1910 trat hier bis zur Auflösung 2019 zu ihren Heimspielen an. Danach gründete sich die ASD Città di Varese, die jetzt das Stadion nutzt. Die Sportstätte bietet 9926 Plätze.

## Geschichte

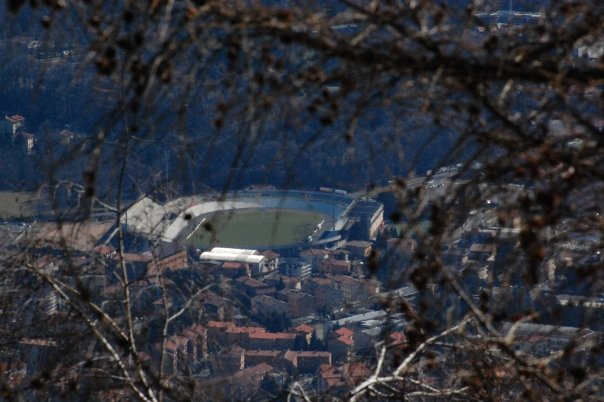
Das Stadio Franco Ossola aus der Vogelperspektive

Das 1935 eröffnete städtische Stadion hatte zu seinen Spitzenzeiten bis zu 23.000 Plätze. Im Jahr 1950 wurde die Sportstätte nach dem Fußballspieler Franco Ossola benannt, der seine Karriere beim damaligen FC Varese begann. Er war ein Jahr zuvor beim Flugunfall von Superga ums Leben gekommen. Das Spielfeld aus Naturrasen wird zum einen von einer fünfspurigen Leichtathletikbahn umfasst, die aber nicht mehr genutzt werden kann. Zum anderen führt eine 446 Meter lange Radrennbahn aus Beton mit dem Namen Velodromo Luigi Ganna um die Spielfläche. Sie war 1971 Austragungsort der UCI-Bahn-Weltmeisterschaften. 
Nach dem Aufstieg der AS Varese 2010 in die Serie B wurde das Stadion für ca. 680.000 Euro für die Saison 2010/11 renoviert. So wurde z. B. die Kapazität auf 7500 Plätze gesteigert, an den Ein- und Ausgängen die vorgeschriebenen Drehkreuze und Videoüberwachung installiert, die Umkleidekabinen und die Pressetribüne erneuert und Räume für Dopingproben eingerichtet.
In unmittelbarer Nähe zum Stadion liegt die Mehrzweckhalle Enerxenia Arena mit 5300 Plätzen in der u. a. Konzerte veranstaltet werden und die Basketballmannschaft der Pallacanestro Varese ihre Heimspiele austrägt.